# Ichneumon curtus
Ichneumon curtus là một loài tò vò trong họ Ichneumonidae.